# Apatophysis barbara
Apatophysis barbara är en skalbaggsart som först beskrevs av Lucas 1858.  Apatophysis barbara ingår i släktet Apatophysis och familjen långhorningar. Inga underarter finns listade i Catalogue of Life.